# گندم‌نیا
گندم‌نیا، چمن بز (نام علمی: Aegilops) نام یک سرده از تیرهٔ گندمیان است. این جنس در ایران ۱۲ گونه گیاه گندمی یکساله دارد که اغلب به صورت علف هزر مزارع و مراتع دیده می‌شوند.